# Ptectisargus argentipellitus
Ptectisargus argentipellitus är en tvåvingeart som först beskrevs av Lindner 1966.  Ptectisargus argentipellitus ingår i släktet Ptectisargus och familjen vapenflugor. Inga underarter finns listade i Catalogue of Life.